# Novafrontina uncata
Novafrontina uncata är en spindelart som först beskrevs av F. O. Pickard-Cambridge 1902.  Novafrontina uncata ingår i släktet Novafrontina och familjen täckvävarspindlar. Inga underarter finns listade i Catalogue of Life.